# راي فوغارتي
راي فوغارتي هو سياسي أمريكي، ولد في 26 يونيو 1957 في بروفيدنس في الولايات المتحدة، وتوفي في 27 سبتمبر 2018 في شارلوت في الولايات المتحدة. انتخب عضو مجلس نواب رود آيلاند ‏.